# Jo Seok-Hwan
Jo Seok-Hwan también conocido como Cho Suk-Hwan (조석환) (Corea del Sur, 15 de octubre de 1979) es un deportista olímpico surcoreano que compitió en boxeo, en la categoría de peso pluma y que consiguió la medalla de bronce en los Juegos Olímpicos de Atenas 2004.

## Palmarés internacional
| Juegos Olímpicos | Juegos Olímpicos | Juegos Olímpicos  | Juegos Olímpicos |
| Año              | Lugar            | Medalla           | Prueba           |
| ---------------- | ---------------- | ----------------- | ---------------- |
| 2004             | Atenas (Grecia)  | Medalla de bronce | Peso pluma       |